# Dívčí Hrad
Dívčí Hrad (niem. Maidelberg) – gmina w Czechach, w powiecie Bruntál, w kraju morawsko-śląskim. Według danych z dnia 1 stycznia 2012 liczyła 275 mieszkańców. Leży przy granicy z Polską, a najbliższym miastem w Polsce jest leżący w odległości 4 km Prudnik.
W miejscowości jest przystanek kolei wąskotorowej Dívčí Hrad.